# FC Barcelona in het seizoen 2014/15
Dit artikel geeft een overzicht van FC Barcelona in het seizoen 2014/15.

## Trainerswissel
Op 16 mei 2014 stapte Luis Enrique op als trainer van Celta de Vigo. De pers suggereerde toen al dat hij de nieuwe coach van FC Barcelona zou worden. Toen Barcelona een dag later in de laatste competitiewedstrijd 1-1 van het seizoen 2013/14 gelijkspeelde tegen Atlético Madrid en zo naast de titel greep, besloot ook coach Gerardo Martino om ontslag te nemen. Op 19 mei 2014 werd Luis Enrique bij Barcelona voorgesteld als de opvolger van Martino.

## Spelerskern
| Nr.           | Naam                  | Nationaliteit | Geboortedatum | Vorige club                  | Opgeleid bij FC Barcelona |
| ------------- | --------------------- | ------------- | ------------- | ---------------------------- | ------------------------- |
| Keepers       |                       |               |               |                              |                           |
| 1             | Marc-André ter Stegen | Duitsland     | 30-04-1992    | 2011-2014 B. Mönchengladbach |                           |
| 13            | Claudio Bravo         | Chili         | 13-04-1983    | 2006-2014 Real Sociedad      |                           |
| 25            | Jordi Masip           | Spanje        | 03-01-1989    |                              | cantera FC Barcelona      |
| Verdedigers   |                       |               |               |                              |                           |
| 2             | Martin Montoya        | Spanje        | 14-04-1991    |                              | cantera FC Barcelona      |
| 3             | Gerard Piqué          | Spanje        | 02-02-1987    | 2007-2008 Manchester United  | cantera FC Barcelona      |
| 14            | Javier Mascherano     | Argentinië    | 08-06-1984    | 2006-2010 Liverpool          |                           |
| 15            | Marc Bartra           | Spanje        | 15-01-1991    |                              | cantera FC Barcelona      |
| 16            | Douglas               | Brazilië      | 06-08-1990    | 2012-2014 São Paulo          |                           |
| 18            | Jordi Alba            | Spanje        | 21-03-1989    | 2007-2012 Valencia           | cantera FC Barcelona      |
| 21            | Adriano               | Brazilië      | 26-10-1984    | 2004-2010 Sevilla            |                           |
| 22            | Daniel Alves          | Brazilië      | 06-05-1983    | 2002-2008 Sevilla            |                           |
| 23            | Thomas Vermaelen      | België        | 14-11-1985    | 2009-2014 Arsenal            |                           |
| 24            | Jérémy Mathieu        | Frankrijk     | 29-10-1983    | 2009-2014 Valencia           |                           |
| 27            | Patric                | Spanje        | 17-04-1993    |                              | cantera FC Barcelona      |
| 32            | Edgar Ié              | Portugal      | 01-05-1994    |                              | cantera FC Barcelona      |
| Middenvelders |                       |               |               |                              |                           |
| 4             | Ivan Rakitić          | Kroatië       | 10-03-1988    | 2011-2014 Sevilla            |                           |
| 5             | Sergio Busquets       | Spanje        | 16-07-1988    |                              | cantera FC Barcelona      |
| 6             | Xavi Hernández 1      | Spanje        | 25-01-1980    |                              | cantera FC Barcelona      |
| 8             | Andrés Iniesta 2      | Spanje        | 11-05-1984    |                              | cantera FC Barcelona      |
| 12            | Rafinha               | Brazilië      | 12-02-1993    | 2013-2014 Celta de Vigo      | cantera FC Barcelona      |
| 20            | Sergi Roberto         | Spanje        | 07-02-1992    |                              | cantera FC Barcelona      |
| 26            | Sergi Samper          | Spanje        | 20-01-1995    |                              | cantera FC Barcelona      |
| 30            | Alen Halilović        | Kroatië       | 18-12-1994    | 2012-2014 Dinamo Zagreb      |                           |
| 35            | Gerard Gumbau         | Spanje        | 18-12-1994    | 2013-2014 Girona FC          |                           |
| Aanvallers    |                       |               |               |                              |                           |
| 7             | Pedro                 | Spanje        | 28-07-1987    |                              | cantera FC Barcelona      |
| 9             | Luis Suárez           | Uruguay       | 24-01-1987    | 2011-2014 Liverpool          |                           |
| 10            | Lionel Messi 3        | Argentinië    | 24-06-1987    |                              | cantera FC Barcelona      |
| 11            | Neymar                | Brazilië      | 05-02-1992    | 2009-2013 Santos             |                           |
| 27            | Adama Traoré          | Spanje        | 25-01-1996    |                              | cantera FC Barcelona      |
| 29            | Sandro Ramírez        | Spanje        | 09-07-1995    |                              | cantera FC Barcelona      |
| 31            | Munir                 | Spanje        | 01-09-1995    |                              | cantera FC Barcelona      |

- = Aanvoerder

### Technische staf
|                 |                         |               |
| Functie         | Naam                    | Nationaliteit |
| Coach           | Luis Enrique (foto)     | Spanje        |
| Assistent-coach | Juan Carlos Unzué       | Spanje        |
| Assistent-coach | Joan Barbarà            | Spanje        |
| Assistent-coach | Roberto Moreno          | Spanje        |
| Fitnesscoach    | Rafael Pol              | Spanje        |
| Keeperstrainer  | José Ramón de la Fuente | Spanje        |

## Resultaten
Een overzicht van de competities waaraan Barcelona in het seizoen 2014-2015 deelnam.
| Primera División | Copa del Rey | Champions League |
| ---------------- | ------------ | ---------------- |
|                  |              |                  |
| Kampioen         | Winnaar      | Winnaar          |

## Uitrustingen
Shirtsponsor(s): Qatar Airways / Beko

Sportmerk: Nike
| Thuis | Uit | Alternatief | Doelman | Doelman | Doelman |

## Transfers

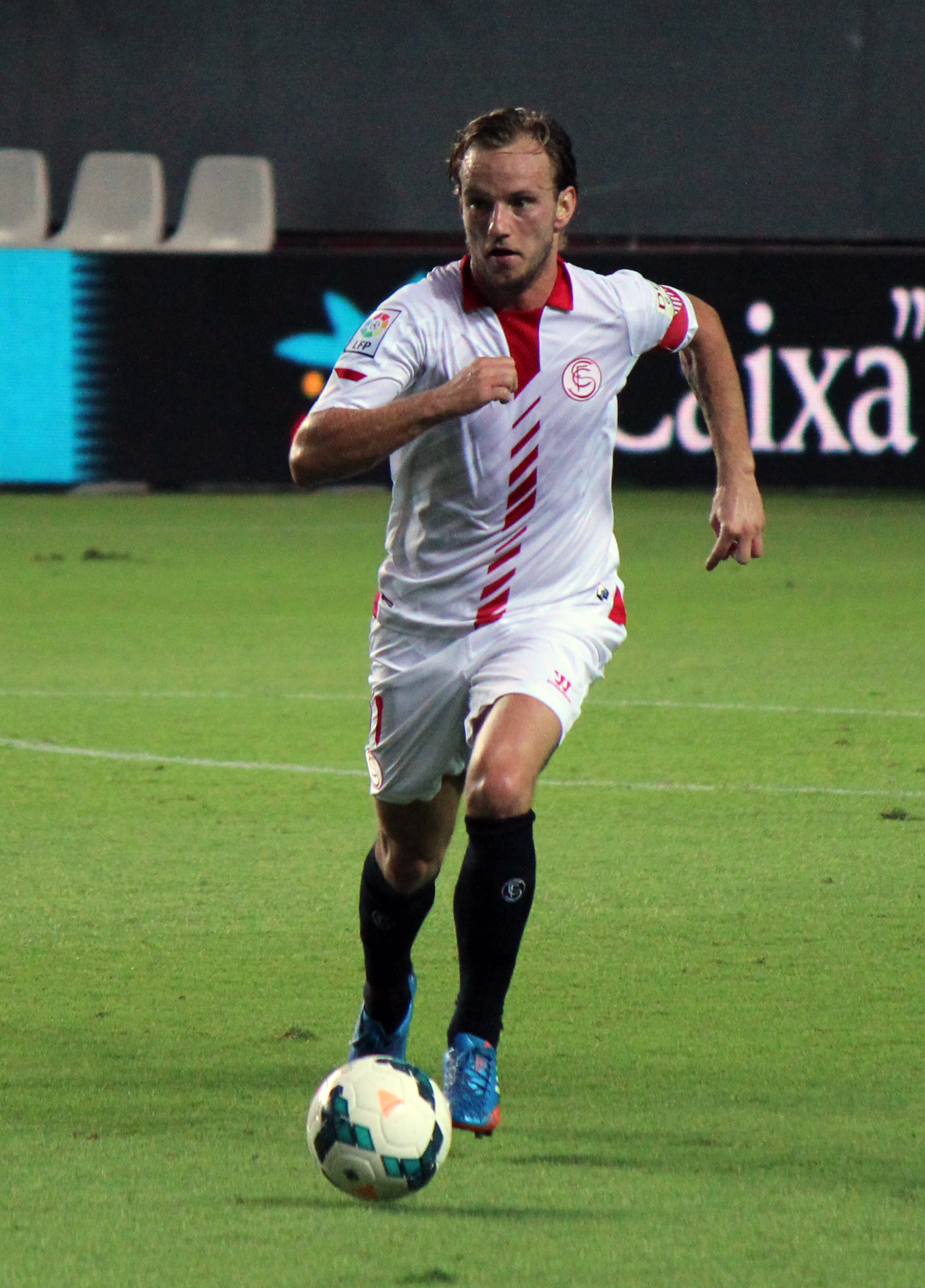
In de zomer van 2014 nam Barcelona de Kroatische international Ivan Rakitić over van Sevilla.

### Zomer
| Naam                  | Nationaliteit    | Van/naar            | Prijs          |
| --------------------- | ---------------- | ------------------- | -------------- |
| Inkomend              |                  |                     |                |
| Marc-André ter Stegen | Duitsland        | Mönchengladbach     | € 12.000.000   |
| Ivan Rakitić          | Kroatië          | Sevilla             | € 18.000.000   |
| Claudio Bravo         | Chili            | Real Sociedad       | € 12.000.000   |
| Luis Suárez           | Uruguay          | Liverpool           | € 84.000.000   |
| Jérémy Mathieu        | Frankrijk        | Valencia            | € 20.000.000   |
| Thomas Vermaelen      | België           | Arsenal             | € 19.000.000   |
| Douglas               | Brazilië         | São Paulo           | € 4.000.000    |
| Alen Halilović        | Kroatië          | Dinamo Zagreb       | € 2.200.000    |
| Gerard Gumbau         | Spanje           | Girona FC           | niet bekend    |
| Rafinha               | Brazilië         | Celta de Vigo       | Einde huur     |
| Gerard Deulofeu       | Spanje           | Everton FC          | Einde huur     |
| Bojan Krkić           | Spanje           | Ajax                | Einde huur     |
| TOTAAL UITGAVEN:      | TOTAAL UITGAVEN: | TOTAAL UITGAVEN:    | € 171.200.000  |
| Uitgaand              |                  |                     |                |
| Carles Puyol          | Spanje           |                     | Einde carrière |
| José Manuel Pinto     | Spanje           |                     | Einde carrière |
| Cesc Fàbregas         | Spanje           | Chelsea             | € 30.000.000   |
| Alexis Sánchez        | Chili            | Arsenal             | € 42.500.000   |
| Jonathan Dos Santos   | Mexico           | Villarreal          | € 2.000.000    |
| Bojan Krkić           | Spanje           | Stoke City          | € 3.800.000    |
| Víctor Valdés         | Spanje           |                     | Transfervrij   |
| Oier Olazábal         | Spanje           | Granada             | Transfervrij   |
| Isaac Cuenca          | Spanje           | Deportivo La Coruña | Transfervrij   |
| Ibrahim Afellay       | Nederland        | Olympiakos          | Verhuurd       |
| Cristian Tello        | Spanje           | FC Porto            | Verhuurd       |
| Gerard Deulofeu       | Spanje           | Sevilla             | Verhuurd       |
| Alexandre Song        | Kameroen         | West Ham United     | Verhuurd       |
| TOTAAL INKOMEN:       | TOTAAL INKOMEN:  | TOTAAL INKOMEN:     | € 78.300.000   |

In augustus 2014 kreeg Barcelona van de FIFA een transferverbod tot en met de zomer van 2015. De club ging in beroep bij het Hof van Arbitrage voor Sport (TAS), maar kreeg in december 2014 te horen dat het transferverbod van kracht bleef. Barcelona werd door de FIFA gestraft wegens inbreuken bij het transfereren en registreren van minderjarige voetballers.

## Primera División

### Wedstrijden
| Wedstrijddetails                                                  | Thuisploeg                                                       | Uitslag                         | Uitploeg                                                                                | Opstelling | Kaarten                                                  |
| ----------------------------------------------------------------- | ---------------------------------------------------------------- | ------------------------------- | --------------------------------------------------------------------------------------- | --- | -------------------------------------------------------- |
| Heenronde                                                         |                                                                  |                                 |                                                                                         | |                                                          |
| 24 augustus 2014 21:00 Camp Nou Barcelona                         | FC Barcelona                                                     | 3-0                             | Elche                                                                                   | Bravo Alves, Mascherano, Mathieu, Alba Rakitić, Busquets, Iniesta (78' Roberto) Rafinha (46' Bartra), Messi, Munir (67' Pedro)     | 44' Mascherano                                           |
| 24 augustus 2014 21:00 Camp Nou Barcelona                         | 42' Messi 46' Munir 63' Messi                                    | 1-0 2-0 3-0                     |                                                                                         | Bravo Alves, Mascherano, Mathieu, Alba Rakitić, Busquets, Iniesta (78' Roberto) Rafinha (46' Bartra), Messi, Munir (67' Pedro)     | 44' Mascherano                                           |
| 31 augustus 2014 19:00 Estadio El Madrigal Villarreal             | Villarreal                                                       | 0-1                             | FC Barcelona                                                                            | Bravo Alves, Piqué, Mathieu, Alba Rakitić, Busquets, Rafinha (75' Xavi) Pedro (70' Ramírez), Messi, Munir (59' Neymar)             | 37' Pedro 42' Alves                                      |
| 31 augustus 2014 19:00 Estadio El Madrigal Villarreal             |                                                                  | 0-1                             | 82' Ramírez                                                                             | Bravo Alves, Piqué, Mathieu, Alba Rakitić, Busquets, Rafinha (75' Xavi) Pedro (70' Ramírez), Messi, Munir (59' Neymar)             | 37' Pedro 42' Alves                                      |
| 13 september 2014 16:00 Camp Nou Barcelona                        | FC Barcelona                                                     | 2-0                             | Athletic Bilbao                                                                         | Bravo Montoya, Mascherano (46' Piqué), Mathieu, Alba Rakitić, Busquets, Iniesta Pedro (78' Ramírez), Messi, Munir (63' Neymar)     | 62' Busquets                                             |
| 13 september 2014 16:00 Camp Nou Barcelona                        | 79' Neymar 84' Neymar                                            | 1-0 2-0                         |                                                                                         | Bravo Montoya, Mascherano (46' Piqué), Mathieu, Alba Rakitić, Busquets, Iniesta Pedro (78' Ramírez), Messi, Munir (63' Neymar)     | 62' Busquets                                             |
| 21 september 2014 21:00 Estadi Ciutat de València Valencia        | Levante                                                          | 0-5                             | FC Barcelona                                                                            | Bravo Alves, Mascherano, Mathieu, Alba Rakitić, Busquets (62' Xavi), Iniesta (71' Roberto) Pedro, Messi, Neymar (51' Ramírez)      | 36' Mascherano 43' Busquets                              |
| 21 september 2014 21:00 Estadi Ciutat de València Valencia        |                                                                  | 0-1 0-2 0-3 0-4 0-5             | 34' Neymar 44' Rakitić 57' Ramírez 64' Pedro 77' Messi                                  | Bravo Alves, Mascherano, Mathieu, Alba Rakitić, Busquets (62' Xavi), Iniesta (71' Roberto) Pedro, Messi, Neymar (51' Ramírez)      | 36' Mascherano 43' Busquets                              |
| 24 september 2014 22:00 Estadi Ciutat de València Valencia        | Málaga CF                                                        | 0-0                             | FC Barcelona                                                                            | Bravo Douglas (73' Adriano), Piqué, Bartra, Alba Rakitić, Busquets, Iniesta Pedro (64' Ramírez), Messi, Neymar (64' Munir)         | 70' Douglas 83' Piqué                                    |
| 24 september 2014 22:00 Estadi Ciutat de València Valencia        |                                                                  |                                 |                                                                                         | Bravo Douglas (73' Adriano), Piqué, Bartra, Alba Rakitić, Busquets, Iniesta Pedro (64' Ramírez), Messi, Neymar (64' Munir)         | 70' Douglas 83' Piqué                                    |
| 27 september 2014 18:00 Camp Nou Barcelona                        | FC Barcelona                                                     | 6-0                             | Granada                                                                                 | Bravo Alves, Mascherano, Mathieu, Adriano Xavi, Busquets (64' Bartra), Rakitić (58' Roberto) Munir (71' Ramírez), Messi, Neymar    | 81' Alves                                                |
| 27 september 2014 18:00 Camp Nou Barcelona                        | 26' Neymar 43' Rakitić 45' Neymar 62' Messi 66' Neymar 82' Messi | 1-0 2-0 3-0 4-0 5-0 6-0         |                                                                                         | Bravo Alves, Mascherano, Mathieu, Adriano Xavi, Busquets (64' Bartra), Rakitić (58' Roberto) Munir (71' Ramírez), Messi, Neymar    | 81' Alves                                                |
| 4 oktober 2014 18:00 Campo de Fútbol de Vallecas Madrid           | Rayo Vallecano                                                   | 0-2                             | FC Barcelona                                                                            | Bravo Alves, Piqué, Bartra, Mathieu Xavi, Busquets, Iniesta (69' Rakitić) Munir (59' Pedro), Messi, Neymar (80' Ramírez)           | 10' Xavi 72' Piqué                                       |
| 4 oktober 2014 18:00 Campo de Fútbol de Vallecas Madrid           |                                                                  | 0-1 0-2                         | 35' Messi 36' Neymar                                                                    | Bravo Alves, Piqué, Bartra, Mathieu Xavi, Busquets, Iniesta (69' Rakitić) Munir (59' Pedro), Messi, Neymar (80' Ramírez)           | 10' Xavi 72' Piqué                                       |
| 18 oktober 2014 20:00 Camp Nou Barcelona                          | FC Barcelona                                                     | 3-0                             | Eibar                                                                                   | Bravo Alves, Piqué, Mathieu, Alba Xavi, Mascherano, Roberto (55' Iniesta) Pedro (71' Ramírez), Messi, Neymar (77' Munir)           | 40' Neymar 82' Iniesta                                   |
| 18 oktober 2014 20:00 Camp Nou Barcelona                          | 60' Xavi 74' Messi 72' Neymar                                    | 1-0 2-0 3-0                     |                                                                                         | Bravo Alves, Piqué, Mathieu, Alba Xavi, Mascherano, Roberto (55' Iniesta) Pedro (71' Ramírez), Messi, Neymar (77' Munir)           | 40' Neymar 82' Iniesta                                   |
| 25 oktober 2014 18:00 Estadio Santiago Bernabéu Madrid            | Real Madrid                                                      | 3-1                             | FC Barcelona                                                                            | Bravo Alves, Piqué, Mascherano, Mathieu Xavi (60' Rakitić), Busquets, Iniesta (72' Roberto) Suárez (69' Pedro), Messi, Neymar      | 9' Messi 14' Neymar 34' Piqué 38' Iniesta                |
| 25 oktober 2014 18:00 Estadio Santiago Bernabéu Madrid            | 35' Ronaldo 50' Pepe 61' Benzema                                 | 0-1 1-1 2-1 3-1                 | 4' Neymar                                                                               | Bravo Alves, Piqué, Mascherano, Mathieu Xavi (60' Rakitić), Busquets, Iniesta (72' Roberto) Suárez (69' Pedro), Messi, Neymar      | 9' Messi 14' Neymar 34' Piqué 38' Iniesta                |
| 1 november 2014 20:00 Camp Nou Barcelona                          | FC Barcelona                                                     | 0-1                             | Celta de Vigo                                                                           | Bravo Alves, Mascherano, Mathieu, Alba Rakitić, Busquets (66' Xavi), Rafinha (66' Pedro) Suárez, Messi, Neymar                     | 90+3' Pedro                                              |
| 1 november 2014 20:00 Camp Nou Barcelona                          |                                                                  | 0-1                             | 55' Larrivey                                                                            | Bravo Alves, Mascherano, Mathieu, Alba Rakitić, Busquets (66' Xavi), Rafinha (66' Pedro) Suárez, Messi, Neymar                     | 90+3' Pedro                                              |
| 8 november 2014 16:00 Estadio de los Juegos Mediterráneos Almería | Almería                                                          | 1-2                             | FC Barcelona                                                                            | Bravo Adriano, Bartra, Mascherano, Alba Rakitić, Busquets (66' Xavi), Rafinha Munir (46' Neymar), Messi, Pedro (46' Suárez)        |                                                          |
| 8 november 2014 16:00 Estadio de los Juegos Mediterráneos Almería | 37' Bifouma                                                      | 1-0 1-1 1-2                     | 73' Neymar 82' Alba                                                                     | Bravo Adriano, Bartra, Mascherano, Alba Rakitić, Busquets (66' Xavi), Rafinha Munir (46' Neymar), Messi, Pedro (46' Suárez)        |                                                          |
| 22 november 2014 20:00 Camp Nou Barcelona                         | FC Barcelona                                                     | 5-1                             | Sevilla FC                                                                              | Bravo Alves, Piqué, Mathieu, Alba (82' Adriano) Xavi (77' Rafinha), Busquets, Rakitić Suárez (73' Pedro), Messi, Neymar            | 56' Mathieu                                              |
| 22 november 2014 20:00 Camp Nou Barcelona                         | 21' Messi 49' Neymar 65' Rakitić 72' Messi 78' Messi             | 1-0 1-1 1-2                     | 47' Alba (own)                                                                          | Bravo Alves, Piqué, Mathieu, Alba (82' Adriano) Xavi (77' Rafinha), Busquets, Rakitić Suárez (73' Pedro), Messi, Neymar            | 56' Mathieu                                              |
| 30 november 2014 21:00 Estadio de Mestalla Valencia               | Valencia CF                                                      | 0-1                             | FC Barcelona                                                                            | Bravo Alves, Piqué, Mathieu (69' Rakitić), Alba Busquets, Mascherano, Xavi (80' Rafinha) Messi, Suárez (80' Pedro), Neymar         | 8' Mathieu 20' Piqué 29' Alba 90+5' Messi                |
| 30 november 2014 21:00 Estadio de Mestalla Valencia               |                                                                  | 0-1                             | 90+4' Busquets                                                                          | Bravo Alves, Piqué, Mathieu (69' Rakitić), Alba Busquets, Mascherano, Xavi (80' Rafinha) Messi, Suárez (80' Pedro), Neymar         | 8' Mathieu 20' Piqué 29' Alba 90+5' Messi                |
| 7 december 2014 17:00 Camp Nou Barcelona                          | FC Barcelona                                                     | 5-1                             | Espanyol                                                                                | Bravo Alves, Piqué, Mascherano, Alba Rakitić (65' Iniesta), Mascherano (83' Mathieu), Xavi Messi, Suárez (70' Pedro), Neymar       |                                                          |
| 7 december 2014 17:00 Camp Nou Barcelona                          | 45' Messi 50' Messi 53' Piqué 77' Pedro 81' Messi                | 0-1 1-1 2-1 3-1 4-1 5-1         | 13' Sergio García                                                                       | Bravo Alves, Piqué, Mascherano, Alba Rakitić (65' Iniesta), Mascherano (83' Mathieu), Xavi Messi, Suárez (70' Pedro), Neymar       |                                                          |
| 13 december 2014 16:00 Coliseum Alfonso Pérez Madrid              | Getafe                                                           | 0-0                             | FC Barcelona                                                                            | Bravo Alves (80' Adriano), Piqué, Mathieu, Alba Xavi, Busquets, Rakitić (66' Iniesta) Suárez, Messi, Pedro (77' Munir)             |                                                          |
| 13 december 2014 16:00 Coliseum Alfonso Pérez Madrid              |                                                                  |                                 |                                                                                         | Bravo Alves (80' Adriano), Piqué, Mathieu, Alba Xavi, Busquets, Rakitić (66' Iniesta) Suárez, Messi, Pedro (77' Munir)             |                                                          |
| 20 december 2014 16:00 Camp Nou Barcelona                         | FC Barcelona                                                     | 5-0                             | Córdoba                                                                                 | Bravo Montoya, Piqué, Mascherano, Alba Rakitić (65' Xavi), Busquets, Iniesta (76' Rafinha) Messi, Suárez, Pedro                    | 66' Busquets                                             |
| 20 december 2014 16:00 Camp Nou Barcelona                         | 2' Pedro 53' Suárez 80' Piqué 82' Messi 90+1' Messi              | 1-0 2-0 3-0 4-0 5-0             |                                                                                         | Bravo Montoya, Piqué, Mascherano, Alba Rakitić (65' Xavi), Busquets, Iniesta (76' Rafinha) Messi, Suárez, Pedro                    | 66' Busquets                                             |
| 4 januari 2015 21:00 Estadio Anoeta San Sebastián                 | Real Sociedad                                                    | 1-0                             | FC Barcelona                                                                            | Bravo Montoya, Mascherano, Mathieu (70' Alves), Alba Xavi, Busquets, Iniesta Munir (46' Messi), Suárez, Pedro (58' Neymar)         | 34' Mathieu 76' Alves 89' Alba 90+3' Neymar              |
| 4 januari 2015 21:00 Estadio Anoeta San Sebastián                 | 2' Alba (own)                                                    | 1-0                             |                                                                                         | Bravo Montoya, Mascherano, Mathieu (70' Alves), Alba Xavi, Busquets, Iniesta Munir (46' Messi), Suárez, Pedro (58' Neymar)         | 34' Mathieu 76' Alves 89' Alba 90+3' Neymar              |
| 11 januari 2015 21:00 Camp Nou Barcelona                          | FC Barcelona                                                     | 3-1                             | Atlético Madrid                                                                         | Bravo Alves, Piqué, Mascherano, Alba Rakitić (89' Rafinha), Busquets, Iniesta Messi, Suárez (90+1' Pedro), Neymar                  | 59' Suárez 74' Mascherano 80' Messi                      |
| 11 januari 2015 21:00 Camp Nou Barcelona                          | 12' Neymar 35' Suárez 87' Messi                                  | 1-0 2-0 2-1 3-1                 | 57' Mandžukić                                                                           | Bravo Alves, Piqué, Mascherano, Alba Rakitić (89' Rafinha), Busquets, Iniesta Messi, Suárez (90+1' Pedro), Neymar                  | 59' Suárez 74' Mascherano 80' Messi                      |
| 18 januari 2015 19:00 Estadio Municipal de Riazor La Coruña       | Deportivo La Coruña                                              | 0-4                             | FC Barcelona                                                                            | Bravo Alves, Piqué, Mascherano, Alba Rakitić, Busquets (66' Bartra), Iniesta (66' Rafinha) Messi, Suárez, Neymar (70' Pedro)       | 68' Bartra 78' Alves                                     |
| 18 januari 2015 19:00 Estadio Municipal de Riazor La Coruña       |                                                                  | 0-1 0-2 0-3 0-4                 | 10' Messi 33' Messi 62' Messi 83' Sidnei (own)                                          | Bravo Alves, Piqué, Mascherano, Alba Rakitić, Busquets (66' Bartra), Iniesta (66' Rafinha) Messi, Suárez, Neymar (70' Pedro)       | 68' Bartra 78' Alves                                     |
| Terugronde                                                        |                                                                  |                                 |                                                                                         | |                                                          |
| 24 januari 2015 18:00 Estadio Manuel Martínez Valero Elche        | Elche                                                            | 0-6                             | FC Barcelona                                                                            | Bravo Montoya, Piqué, Bartra, Alba (70' Adriano) Xavi (72' Roberto), Mascherano (70' Busquets), Rafinha Pedro, Messi, Neymar       | 62' Mascherano 66' Alba                                  |
| 24 januari 2015 18:00 Estadio Manuel Martínez Valero Elche        |                                                                  | 0-1 0-2 0-3 0-4 0-5 0-6         | 35' Piqué 55' Messi 69' Neymar 71' Neymar 88' Messi 90+3' Pedro                         | Bravo Montoya, Piqué, Bartra, Alba (70' Adriano) Xavi (72' Roberto), Mascherano (70' Busquets), Rafinha Pedro, Messi, Neymar       | 62' Mascherano 66' Alba                                  |
| 1 februari 2015 21:00 Camp Nou Barcelona                          | FC Barcelona                                                     | 3-2                             | Villarreal                                                                              | Bravo Alves, Piqué, Mascherano, Alba Rafinha (88' Rakitić), Busquets (71' Mathieu), Iniesta Messi, Suárez (79' Pedro), Neymar      | 63' Rafinha                                              |
| 1 februari 2015 21:00 Camp Nou Barcelona                          | 45' Neymar 53' Rafinha 55' Messi                                 | 0-1 1-1 1-2 2-2 3-2             | 30' Tsjerysjev 51' Vietto                                                               | Bravo Alves, Piqué, Mascherano, Alba Rafinha (88' Rakitić), Busquets (71' Mathieu), Iniesta Messi, Suárez (79' Pedro), Neymar      | 63' Rafinha                                              |
| 8 februari 2015 21:00 San Mamés Bilbao                            | Athletic Bilbao                                                  | 2-5                             | FC Barcelona                                                                            | Bravo Alves (69' Adriano), Piqué, Mathieu, Alba Rakitić, Busquets, Xavi (74' Rafinha) Messi, Suárez (80' Pedro), Neymar            | 45' Alves                                                |
| 8 februari 2015 21:00 San Mamés Bilbao                            | 59' Rico 66' Aduriz                                              | 0-1 0-2 1-2 1-3 1-4 2-4 2-5     | 15' Messi 26' Suárez 62' De Marcos (own) 64' Neymar 86' Pedro                           | Bravo Alves (69' Adriano), Piqué, Mathieu, Alba Rakitić, Busquets, Xavi (74' Rafinha) Messi, Suárez (80' Pedro), Neymar            | 45' Alves                                                |
| 15 februari 2015 17:00 Camp Nou Barcelona                         | FC Barcelona                                                     | 5-0                             | Levante                                                                                 | Bravo Montoya, Bartra, Mascherano, Adriano Rakitić (62' Roberto), Busquets, Xavi Pedro, Messi, Neymar (67' Suárez)                 | 77' Busquets                                             |
| 15 februari 2015 17:00 Camp Nou Barcelona                         | 17' Neymar 38' Messi 59' Messi 65' Messi 73' Suárez              | 1-0 2-0 3-0 4-0 5-0             |                                                                                         | Bravo Montoya, Bartra, Mascherano, Adriano Rakitić (62' Roberto), Busquets, Xavi Pedro, Messi, Neymar (67' Suárez)                 | 77' Busquets                                             |
| 21 februari 2015 16:00 Camp Nou Barcelona                         | FC Barcelona                                                     | 0-1                             | Málaga CF                                                                               | Bravo Alves (73' Mascherano), Piqué, Mathieu, Alba Rafinha (63' Rakitić), Busquets, Iniesta (67' Pedro) Messi, Suárez, Neymar      | 12' Rafinha 79' Piqué 87' Neymar 90+1' Alba              |
| 21 februari 2015 16:00 Camp Nou Barcelona                         |                                                                  | 0-1                             | 7' Juanmi                                                                               | Bravo Alves (73' Mascherano), Piqué, Mathieu, Alba Rafinha (63' Rakitić), Busquets, Iniesta (67' Pedro) Messi, Suárez, Neymar      | 12' Rafinha 79' Piqué 87' Neymar 90+1' Alba              |
| 28 februari 2015 16:00 Estadio Nuevo Los Cármenes Granada         | Granada                                                          | 1-3                             | FC Barcelona                                                                            | Bravo Alves, Bartra, Mathieu (75' Busquets), Alba Rakitić, Mascherano, Xavi (65' Rafinha) Messi, Suárez (79' Pedro), Neymar        | 15' Suárez 55' Neymar 58' Mathieu                        |
| 28 februari 2015 16:00 Estadio Nuevo Los Cármenes Granada         | 53' Rico                                                         | 0-1 0-2 1-2 1-3                 | 25' Rakitić 48' Suárez 70' Messi                                                        | Bravo Alves, Bartra, Mathieu (75' Busquets), Alba Rakitić, Mascherano, Xavi (65' Rafinha) Messi, Suárez (79' Pedro), Neymar        | 15' Suárez 55' Neymar 58' Mathieu                        |
| 8 maart 2015 12:00 Camp Nou Barcelona                             | FC Barcelona                                                     | 6-1                             | Rayo Vallecano                                                                          | Bravo Alves, Piqué, Mathieu, Alba (69' Adriano) Xavi, Mascherano (60' Rakitić), Iniesta (65' Rafinha) Messi, Suárez, Pedro         | 29' Mascherano 57' Alba 80' Alves 90' Adriano            |
| 8 maart 2015 12:00 Camp Nou Barcelona                             | 5' Suárez 49' Piqué 56' Messi 63' Messi 68' Messi 90+1' Suárez   | 1-0 2-0 3-0 4-0 5-0 5-1 6-1     | 81' Bueno                                                                               | Bravo Alves, Piqué, Mathieu, Alba (69' Adriano) Xavi, Mascherano (60' Rakitić), Iniesta (65' Rafinha) Messi, Suárez, Pedro         | 29' Mascherano 57' Alba 80' Alves 90' Adriano            |
| 14 maart 2015 18:00 Estadio Municipal de Ipurua Eibar             | Eibar                                                            | 0-2                             | FC Barcelona                                                                            | Bravo Montoya, Piqué, Bartra, Adriano Rafinha, Roberto, Rakitić (62' Xavi) Messi, Suárez, Neymar (70' Pedro)                       |                                                          |
| 14 maart 2015 18:00 Estadio Municipal de Ipurua Eibar             |                                                                  | 0-1 0-2                         | 31' Messi 55' Messi                                                                     | Bravo Montoya, Piqué, Bartra, Adriano Rafinha, Roberto, Rakitić (62' Xavi) Messi, Suárez, Neymar (70' Pedro)                       |                                                          |
| 22 maart 2015 21:00 Camp Nou Barcelona                            | FC Barcelona                                                     | 2-1                             | Real Madrid                                                                             | Bravo Alves, Piqué, Mathieu, Alba Rakitić (76' Busquets), Roberto, Iniesta (80' Xavi) Messi, Suárez, Neymar (85' Rafinha)          | 28' Suárez 37' Alba 61' Mascherano 65' Iniesta 71' Alves |
| 22 maart 2015 21:00 Camp Nou Barcelona                            | 19' Mathieu 56' Suárez                                           | 1-0 1-1 2-1                     | 31' Ronaldo                                                                             | Bravo Alves, Piqué, Mathieu, Alba Rakitić (76' Busquets), Roberto, Iniesta (80' Xavi) Messi, Suárez, Neymar (85' Rafinha)          | 28' Suárez 37' Alba 61' Mascherano 65' Iniesta 71' Alves |
| 5 april 2015 21:00 Estadio Balaídos Vigo                          | Celta de Vigo                                                    | 0-1                             | FC Barcelona                                                                            | Bravo Alves, Piqué, Mathieu, Adriano Rafinha (58' Xavi), Busquets, Iniesta (75' Pedro) Messi, Suárez (87' Rakitić), Neymar         | 45+1' Suárez 88' Busquets                                |
| 5 april 2015 21:00 Estadio Balaídos Vigo                          |                                                                  | 0-1                             | 73' Mathieu                                                                             | Bravo Alves, Piqué, Mathieu, Adriano Rafinha (58' Xavi), Busquets, Iniesta (75' Pedro) Messi, Suárez (87' Rakitić), Neymar         | 45+1' Suárez 88' Busquets                                |
| 8 april 2015 20:00 Camp Nou Barcelona                             | FC Barcelona                                                     | 4-0                             | Almería                                                                                 | Bravo Alves (64' Montoya), Bartra, Mascherano, Adriano Rakitić (67' Rafinha), Roberto, Xavi Messi, Suárez, Pedro                   | 43' Mascherano                                           |
| 8 april 2015 20:00 Camp Nou Barcelona                             | 33' Messi 55' Suárez 75' Bartra 90+3' Suárez                     | 1-0 2-0 3-0 4-0                 |                                                                                         | Bravo Alves (64' Montoya), Bartra, Mascherano, Adriano Rakitić (67' Rafinha), Roberto, Xavi Messi, Suárez, Pedro                   | 43' Mascherano                                           |
| 11 april 2015 20:00 Estadio Ramón Sánchez Pizjuán Sevilla         | Sevilla FC                                                       | 2-2                             | FC Barcelona                                                                            | Bravo Alves, Piqué, Mathieu, Alba Rakitić, Busquets, Iniesta (86' Pedro) Messi, Suárez, Neymar (74' Xavi)                          | 61' Busquets 62' Piqué                                   |
| 11 april 2015 20:00 Estadio Ramón Sánchez Pizjuán Sevilla         | 38' Banega 84' Gameiro                                           | 0-1 0-2 1-2 2-2                 | 14' Messi 31' Neymar                                                                    | Bravo Alves, Piqué, Mathieu, Alba Rakitić, Busquets, Iniesta (86' Pedro) Messi, Suárez, Neymar (74' Xavi)                          | 61' Busquets 62' Piqué                                   |
| 18 april 2015 16:00 Camp Nou Barcelona                            | FC Barcelona                                                     | 2-0                             | Valencia CF                                                                             | Bravo Alves, Piqué, Mathieu, Adriano (46' Rakitić) Busquets, Mascherano, Xavi (80' Roberto) Messi, Suárez (65' Pedro), Neymar      | 27' Adriano 54' Mascherano 77' Rakitić 90+1' Bravo       |
| 18 april 2015 16:00 Camp Nou Barcelona                            | 1' Suárez 90+4' Messi                                            | 1-0 2-0                         |                                                                                         | Bravo Alves, Piqué, Mathieu, Adriano (46' Rakitić) Busquets, Mascherano, Xavi (80' Roberto) Messi, Suárez (65' Pedro), Neymar      | 27' Adriano 54' Mascherano 77' Rakitić 90+1' Bravo       |
| 25 april 2015 16:00 Power8 Stadium Barcelona                      | Espanyol                                                         | 0-2                             | FC Barcelona                                                                            | Bravo Alves, Piqué, Mascherano, Alba Rafinha (65' Mathieu), Busquets, Iniesta (88' Xavi) Messi, Suárez (80' Rakitić), Neymar       | 54' Alba 83' Busquets                                    |
| 25 april 2015 16:00 Power8 Stadium Barcelona                      |                                                                  | 0-1 0-2                         | 17' Neymar 25' Messi                                                                    | Bravo Alves, Piqué, Mascherano, Alba Rafinha (65' Mathieu), Busquets, Iniesta (88' Xavi) Messi, Suárez (80' Rakitić), Neymar       | 54' Alba 83' Busquets                                    |
| 28 april 2015 20:00 Camp Nou Barcelona                            | FC Barcelona                                                     | 6-0                             | Getafe                                                                                  | Bravo Alves (68' Montoya), Bartra, Mathieu, Adriano Rafinha, Busquets (46' Roberto), Xavi (59' Pedro) Messi, Suárez, Neymar        |                                                          |
| 28 april 2015 20:00 Camp Nou Barcelona                            | 9' Messi 25' Suárez 28' Neymar 30' Xavi 40' Suárez 47' Messi     | 1-0 2-0 3-0 4-0 5-0 6-0         |                                                                                         | Bravo Alves (68' Montoya), Bartra, Mathieu, Adriano Rafinha, Busquets (46' Roberto), Xavi (59' Pedro) Messi, Suárez, Neymar        |                                                          |
| 2 mei 2015 16:00 Estadio Nuevo Arcángel Córdoba                   | Córdoba                                                          | 0-8                             | FC Barcelona                                                                            | Bravo Alves, Piqué, Mascherano (61' Mathieu), Alba Rakitić (69' Pedro), Busquets, Iniesta (61' Xavi) Messi, Suárez, Neymar         |                                                          |
| 2 mei 2015 16:00 Estadio Nuevo Arcángel Córdoba                   |                                                                  | 0-1 0-2 0-3 0-4 0-5 0-6 0-7 0-8 | 42' Rakitić 45+2' Suárez 46' Messi 53' Suárez 65' Piqué 80' Messi 85' Neymar 88' Suárez | Bravo Alves, Piqué, Mascherano (61' Mathieu), Alba Rakitić (69' Pedro), Busquets, Iniesta (61' Xavi) Messi, Suárez, Neymar         |                                                          |
| 9 mei 2015 18:00 Camp Nou Barcelona                               | FC Barcelona                                                     | 2-0                             | Real Sociedad                                                                           | Bravo Alves, Piqué, Bartra (61' Busquets), Adriano Xavi (74' Iniesta), Mascherano, Rafinha (82' Pedro) Messi, Suárez, Neymar       | 63' Mascherano                                           |
| 9 mei 2015 18:00 Camp Nou Barcelona                               | 51' Neymar 85' Pedro                                             | 1-0 2-0                         |                                                                                         | Bravo Alves, Piqué, Bartra (61' Busquets), Adriano Xavi (74' Iniesta), Mascherano, Rafinha (82' Pedro) Messi, Suárez, Neymar       | 63' Mascherano                                           |
| 17 mei 2015 19:00 Estadio Vicente Calderón Madrid                 | Atlético Madrid                                                  | 0-1                             | FC Barcelona                                                                            | Bravo Alves, Piqué, Mascherano, Alba (80' Mathieu) Rakitić (87' Rafinha), Busquets, Iniesta (82' Xavi) Messi, Pedro, Neymar        | 29' Pedro 90+2' Neymar 90+4' Messi                       |
| 17 mei 2015 19:00 Estadio Vicente Calderón Madrid                 |                                                                  | 0-1                             | 65' Messi                                                                               | Bravo Alves, Piqué, Mascherano, Alba (80' Mathieu) Rakitić (87' Rafinha), Busquets, Iniesta (82' Xavi) Messi, Pedro, Neymar        | 29' Pedro 90+2' Neymar 90+4' Messi                       |
| 23 mei 2015 18:30 Camp Nou Barcelona                              | FC Barcelona                                                     | 2-2                             | Deportivo La Coruña                                                                     | Masip Adriano, Bartra (70' Mascherano), Vermaelen (63' Douglas), Mathieu Rafinha, Roberto, Xavi (86' Iniesta) Messi, Pedro, Neymar | 75' Mathieu                                              |
| 23 mei 2015 18:30 Camp Nou Barcelona                              | 5' Messi 59' Messi                                               | 1-0 2-0 2-1 2-2                 | 67' Pérez 76' Salomão                                                                   | Masip Adriano, Bartra (70' Mascherano), Vermaelen (63' Douglas), Mathieu Rafinha, Roberto, Xavi (86' Iniesta) Messi, Pedro, Neymar | 75' Mathieu                                              |

### Overzicht
| Speeldag  | 1 | 2 | 3 | 4  | 5  | 6  | 7  | 8  | 9  | 10 | 11 | 12 | 13 | 14 | 15 | 16 | 17 | 18 | 19 | 20 | 21 | 22 | 23 | 24 | 25 | 26 | 27 | 28 | 29 | 30 | 31 | 32 | 33 | 34 | 35 | 36 | 37 | 38 |
| --------- | - | - | - | -- | -- | -- | -- | -- | -- | -- | -- | -- | -- | -- | -- | -- | -- | -- | -- | -- | -- | -- | -- | -- | -- | -- | -- | -- | -- | -- | -- | -- | -- | -- | -- | -- | -- | -- |
| Resultaat | w | w | w | w  | g  | w  | w  | w  | v  | v  | w  | w  | w  | w  | g  | w  | v  | w  | w  | w  | w  | w  | w  | v  | w  | w  | w  | w  | w  | w  | g  | w  | w  | w  | w  | w  | w  | g  |
| Punten    | 3 | 6 | 9 | 12 | 13 | 16 | 19 | 22 | 22 | 22 | 25 | 28 | 31 | 34 | 35 | 38 | 38 | 41 | 44 | 47 | 50 | 53 | 56 | 56 | 59 | 62 | 65 | 68 | 71 | 74 | 75 | 78 | 81 | 84 | 87 | 90 | 93 | 94 |
| Positie   | 1 | 1 | 1 | 1  | 2  | 1  | 1  | 1  | 1  | 4  | 2  | 2  | 2  | 2  | 2  | 2  | 2  | 2  | 2  | 2  | 2  | 2  | 2  | 2  | 2  | 1  | 1  | 1  | 1  | 1  | 1  | 1  | 1  | 1  | 1  | 1  | 1  | 1  |

## Copa del Rey

### Wedstrijden
| Copa del Rey                                               |                                                                                          |                                     |                                               | |                                    |
| Wedstrijddetails                                           | Thuisploeg                                                                               | Uitslag                             | Uitploeg                                      | Opstelling | Kaarten                            |
| 1/16 finale                                                |                                                                                          |                                     |                                               | |                                    |
| 3 december 2014 22:00 Estadio El Alcoraz Huesca            | Huesca (III)                                                                             | 0-4                                 | FC Barcelona                                  | Ter Stegen Douglas, Bartra, Mathieu (63' Edgar Ié), Adriano Rakitić (63' Roberto), Samper, Rafinha Pedro, Munir (75' Ramírez), Iniesta | 17' Mathieu                        |
| 3 december 2014 22:00 Estadio El Alcoraz Huesca            |                                                                                          | 0-1 0-2 0-3 0-4                     | 12' Rakitić 15' Iniesta 38' Pedro 71' Rafinha | Ter Stegen Douglas, Bartra, Mathieu (63' Edgar Ié), Adriano Rakitić (63' Roberto), Samper, Rafinha Pedro, Munir (75' Ramírez), Iniesta | 17' Mathieu                        |
| 17 december 2014 20:00 Camp Nou Barcelona                  | FC Barcelona                                                                             | 8-1                                 | Huesca (III)                                  | Masip Montoya, Bartra, Mascherano, Adriano Rafinha, Roberto, Samper Pedro (46' Ramírez), Munir (74' Traoré), Iniesta (46' Douglas)     |                                    |
| 17 december 2014 20:00 Camp Nou Barcelona                  | 20' Pedro 26' Pedro 29' Roberto 39' Iniesta 43' Pedro 68' Adriano 78' Traoré 83' Ramírez | 1-0 2-0 3-0 4-0 5-0 6-0 7-0 8-0 8-1 | 86' Gálvez                                    | Masip Montoya, Bartra, Mascherano, Adriano Rafinha, Roberto, Samper Pedro (46' Ramírez), Munir (74' Traoré), Iniesta (46' Douglas)     |                                    |
| 1/8 finale                                                 |                                                                                          |                                     |                                               | |                                    |
| 8 januari 2015 22:00 Camp Nou Barcelona                    | FC Barcelona                                                                             | 5-0                                 | Elche                                         | Ter Stegen Alves, Bartra, Piqué (75' Samper), Alba (60' Adriano) Rakitić, Mascherano, Roberto Messi, Suárez, Neymar (66' Pedro)        |                                    |
| 8 januari 2015 22:00 Camp Nou Barcelona                    | 34' Neymar 39' Suárez 45' Messi 55' Alba 59' Neymar                                      | 1-0 2-0 3-0 4-0 5-0                 |                                               | Ter Stegen Alves, Bartra, Piqué (75' Samper), Alba (60' Adriano) Rakitić, Mascherano, Roberto Messi, Suárez, Neymar (66' Pedro)        |                                    |
| 15 januari 2015 22:00 Estadio Manuel Martínez Valero Elche | Elche                                                                                    | 0-4                                 | FC Barcelona                                  | Ter Stegen Montoya (61' Douglas), Bartra, Mathieu, Adriano Rafinha, Gerard, Roberto Pedro, Traoré (61' Halilović), Munir               |                                    |
| 15 januari 2015 22:00 Estadio Manuel Martínez Valero Elche |                                                                                          | 0-1 0-2 0-3 0-4                     | 20' Mathieu 40' Ramos 43' Pedro 90+1' Adriano | Ter Stegen Montoya (61' Douglas), Bartra, Mathieu, Adriano Rafinha, Gerard, Roberto Pedro, Traoré (61' Halilović), Munir               |                                    |
| Kwartfinale                                                |                                                                                          |                                     |                                               | |                                    |
| 21 januari 2015 22:00 Camp Nou Barcelona                   | FC Barcelona                                                                             | 1-0                                 | Atlético Madrid                               | Ter Stegen Alves, Piqué, Mascherano, Alba Rakitić (77' Xavi), Busquets, Iniesta (88' Bartra) Messi, Suárez, Neymar                     | 78' Suárez 80' Mascherano          |
| 21 januari 2015 22:00 Camp Nou Barcelona                   | 85' Messi                                                                                | 1-0                                 |                                               | Ter Stegen Alves, Piqué, Mascherano, Alba Rakitić (77' Xavi), Busquets, Iniesta (88' Bartra) Messi, Suárez, Neymar                     | 78' Suárez 80' Mascherano          |
| 28 januari 2015 21:00 Estadio Vicente Calderón Madrid      | Atlético Madrid                                                                          | 2-3                                 | FC Barcelona                                  | Ter Stegen Alves, Piqué, Mascherano (62' Mathieu), Alba Rakitić (70' Rafinha), Busquets, Iniesta Messi, Suárez, Neymar (77' Pedro)     | 29' Mascherano 44' Messi 74' Alves |
| 28 januari 2015 21:00 Estadio Vicente Calderón Madrid      | 1' Torres 30' Raúl García                                                                | 1-0 1-1 2-1 2-2 2-3                 | 9' Neymar 38' Miranda (own) 41' Neymar        | Ter Stegen Alves, Piqué, Mascherano (62' Mathieu), Alba Rakitić (70' Rafinha), Busquets, Iniesta Messi, Suárez, Neymar (77' Pedro)     | 29' Mascherano 44' Messi 74' Alves |
| Halve finale                                               |                                                                                          |                                     |                                               | |                                    |
| 11 februari 2015 20:00 Camp Nou Barcelona                  | FC Barcelona                                                                             | 3-1                                 | Villarreal                                    | Ter Stegen Alves, Piqué, Mathieu, Alba Rafinha (68' Rakitić), Mascherano, Iniesta Messi, Suárez, Neymar                                | 86' Suárez                         |
| 11 februari 2015 20:00 Camp Nou Barcelona                  | 41' Messi 49' Iniesta 64' Piqué                                                          | 1-0 1-1 2-1 3-1                     | 48' Trigueros                                 | Ter Stegen Alves, Piqué, Mathieu, Alba Rafinha (68' Rakitić), Mascherano, Iniesta Messi, Suárez, Neymar                                | 86' Suárez                         |
| 4 maart 2015 20:00 Estadio El Madrigal Villarreal          | Villarreal                                                                               | 1-3                                 | FC Barcelona                                  | Ter Stegen Montoya, Piqué, Mascherano (76' Rakitić), Alba Rafinha (65' Xavi), Busquets (42' Mathieu), Iniesta Messi, Suárez, Neymar    | 50' Piqué                          |
| 4 maart 2015 20:00 Estadio El Madrigal Villarreal          | 39' Dos Santos                                                                           | 0-1 1-1 1-2 1-3                     | 3' Neymar 73' Suárez 88' Neymar               | Ter Stegen Montoya, Piqué, Mascherano (76' Rakitić), Alba Rafinha (65' Xavi), Busquets (42' Mathieu), Iniesta Messi, Suárez, Neymar    | 50' Piqué                          |
| Finale                                                     |                                                                                          |                                     |                                               | |                                    |
| 30 mei 2015 21:30 Camp Nou Barcelona                       | Athletic Bilbao                                                                          | 1-3                                 | FC Barcelona                                  | Ter Stegen Alves, Piqué, Mascherano, Alba (77' Mathieu) Rakitić, Busquets, Iniesta (56' Xavi) Messi, Suárez (78' Pedro), Neymar        | 42' Piqué 88' Neymar 90' Busquets  |
| 30 mei 2015 21:30 Camp Nou Barcelona                       | 79' Williams                                                                             | 0-1 0-2 0-3 1-3                     | 20' Messi 36' Neymar 74' Messi                | Ter Stegen Alves, Piqué, Mascherano, Alba (77' Mathieu) Rakitić, Busquets, Iniesta (56' Xavi) Messi, Suárez (78' Pedro), Neymar        | 42' Piqué 88' Neymar 90' Busquets  |

## UEFA Champions League

### Wedstrijden
| UEFA Champions League                            |                                       |                     |                                          | |                                   |
| Wedstrijddetails                                 | Thuisploeg                            | Uitslag             | Uitploeg                                 | Opstelling | Kaarten                           |
| Groepsfase                                       |                                       |                     |                                          | |                                   |
| 17 september 2014 20:45 Camp Nou Barcelona       | FC Barcelona                          | 1-0                 | APOEL Nicosia                            | Ter Stegen Alves, Piqué, Bartra, Adriano Xavi (61' Iniesta), Samper, Roberto (79' Rafinha) Munir (69' Ramírez), Messi, Neymar         |                                   |
| 17 september 2014 20:45 Camp Nou Barcelona       | 28' Piqué                             | 1-0                 |                                          | Ter Stegen Alves, Piqué, Bartra, Adriano Xavi (61' Iniesta), Samper, Roberto (79' Rafinha) Munir (69' Ramírez), Messi, Neymar         |                                   |
| 30 september 2014 20:45 Parc des Princes Parijs  | Paris Saint-Germain                   | 3-2                 | FC Barcelona                             | Ter Stegen Alves (83' Ramírez), Mascherano, Mathieu, Alba Rakitić (69' Xavi), Busquets, Iniesta Pedro (62' Munir), Messi, Neymar      | 9' Alves                          |
| 30 september 2014 20:45 Parc des Princes Parijs  | 10' Luiz 26' Verratti 54' Matuidi     | 1-0 1-1 2-1 3-1 3-2 | 11' Messi 56' Neymar                     | Ter Stegen Alves (83' Ramírez), Mascherano, Mathieu, Alba Rakitić (69' Xavi), Busquets, Iniesta Pedro (62' Munir), Messi, Neymar      | 9' Alves                          |
| 21 oktober 2014 20:45 Camp Nou Barcelona         | FC Barcelona                          | 3-1                 | Ajax                                     | Ter Stegen Alves, Piqué, Bartra, Alba Rakitić, Mascherano, Iniesta (76' Rafinha) Pedro, Messi (66' Munir), Neymar (62' Ramírez)       | 80' Pedro                         |
| 21 oktober 2014 20:45 Camp Nou Barcelona         | 7' Neymar 24' Messi 90+4' Ramírez     | 1-0 2-0 2-1 3-1     | 88' El Ghazi                             | Ter Stegen Alves, Piqué, Bartra, Alba Rakitić, Mascherano, Iniesta (76' Rafinha) Pedro, Messi (66' Munir), Neymar (62' Ramírez)       | 80' Pedro                         |
| 5 november 2014 20:45 Amsterdam ArenA Amsterdam  | Ajax                                  | 0-2                 | FC Barcelona                             | Ter Stegen Alves (83' Adriano), Bartra, Mascherano, Alba Rakitić (80' Rafinha), Busquets, Xavi Suárez, Messi, Neymar (75' Pedro)      | 8' Mascherano 42' Alba 45' Alves  |
| 5 november 2014 20:45 Amsterdam ArenA Amsterdam  |                                       | 0-1 0-2             | 36' Messi 76' Messi                      | Ter Stegen Alves (83' Adriano), Bartra, Mascherano, Alba Rakitić (80' Rafinha), Busquets, Xavi Suárez, Messi, Neymar (75' Pedro)      | 8' Mascherano 42' Alba 45' Alves  |
| 25 november 2014 20:45 New GSP Stadium Nicosia   | APOEL Nicosia                         | 0-4                 | FC Barcelona                             | Ter Stegen Alves, Piqué, Bartra, Alba (62' Adriano) Rakitić (62' Xavi), Mascherano, Rafinha Messi, Suárez (77' Busquets), Pedro       | 33' Alves 35' Rafinha 70' Rafinha |
| 25 november 2014 20:45 New GSP Stadium Nicosia   |                                       | 0-1 0-2 0-3 0-4     | 27' Suárez 38' Messi 58' Messi 87' Messi | Ter Stegen Alves, Piqué, Bartra, Alba (62' Adriano) Rakitić (62' Xavi), Mascherano, Rafinha Messi, Suárez (77' Busquets), Pedro       | 33' Alves 35' Rafinha 70' Rafinha |
| 10 december 2014 20:45 Camp Nou Barcelona        | FC Barcelona                          | 3-1                 | Paris Saint-Germain                      | Ter Stegen Bartra (90+2' Adriano), Piqué, Mathieu Pedro (68' Rakitić), Busquets, Mascherano, Iniesta (73' Xavi), Neymar Messi, Suárez |                                   |
| 10 december 2014 20:45 Camp Nou Barcelona        | 19' Messi 41' Neymar 77' Suárez       | 0-1 1-1 2-1 3-1     | 15' Ibrahimović                          | Ter Stegen Bartra (90+2' Adriano), Piqué, Mathieu Pedro (68' Rakitić), Busquets, Mascherano, Iniesta (73' Xavi), Neymar Messi, Suárez |                                   |
| 1/8 finale                                       |                                       |                     |                                          | |                                   |
| 24 februari 2015 20:45 Etihad Stadium Manchester | Manchester City                       | 1-2                 | FC Barcelona                             | Ter Stegen Alves (75' Adriano), Piqué, Mascherano, Alba Rakitić (71' Mathieu), Busquets, Iniesta Messi, Suárez, Neymar (80' Pedro)    | 41' Rakitić 45' Alves 88' Adriano |
| 24 februari 2015 20:45 Etihad Stadium Manchester | 69' Agüero                            | 0-1 0-2 1-2         | 16' Suárez 30' Suárez                    | Ter Stegen Alves (75' Adriano), Piqué, Mascherano, Alba Rakitić (71' Mathieu), Busquets, Iniesta Messi, Suárez, Neymar (80' Pedro)    | 41' Rakitić 45' Alves 88' Adriano |
| 18 maart 2015 20:45 Camp Nou Barcelona           | FC Barcelona                          | 1-0                 | Manchester City                          | Ter Stegen Alves (90+1' Adriano), Piqué, Mathieu, Alba Rakitić (84' Rafinha), Mascherano, Iniesta Messi, Suárez, Neymar               | 80' Alves                         |
| 18 maart 2015 20:45 Camp Nou Barcelona           | 31' Rakitić                           | 1-0                 |                                          | Ter Stegen Alves (90+1' Adriano), Piqué, Mathieu, Alba Rakitić (84' Rafinha), Mascherano, Iniesta Messi, Suárez, Neymar               | 80' Alves                         |
| Kwartfinale                                      |                                       |                     |                                          | |                                   |
| 15 april 2015 20:45 Parc des Princes Parijs      | Paris Saint-Germain                   | 1-3                 | FC Barcelona                             | Ter Stegen Montoya (80' Adriano), Piqué, Mascherano, Alba Rakitić (74' Mathieu), Busquets, Iniesta (53' Xavi) Messi, Suárez, Neymar   | 32' Piqué 54' Messi               |
| 15 april 2015 20:45 Parc des Princes Parijs      | 82' Mathieu (own)                     | 0-1 0-2 0-3 1-3     | 18' Neymar 67' Suárez 79' Suárez         | Ter Stegen Montoya (80' Adriano), Piqué, Mascherano, Alba Rakitić (74' Mathieu), Busquets, Iniesta (53' Xavi) Messi, Suárez, Neymar   | 32' Piqué 54' Messi               |
| 21 april 2015 20:45 Camp Nou Barcelona           | FC Barcelona                          | 2-0                 | Paris Saint-Germain                      | Ter Stegen Alves, Piqué, Mascherano, Alba Rakitić, Busquets (55' Roberto), Iniesta (46' Xavi) Messi, Suárez (75' Pedro), Neymar       |                                   |
| 21 april 2015 20:45 Camp Nou Barcelona           | 14' Neymar 34' Neymar                 | 1-0 2-0             |                                          | Ter Stegen Alves, Piqué, Mascherano, Alba Rakitić, Busquets (55' Roberto), Iniesta (46' Xavi) Messi, Suárez (75' Pedro), Neymar       |                                   |
| Halve finale                                     |                                       |                     |                                          | |                                   |
| 6 mei 2015 20:45 Camp Nou Barcelona              | FC Barcelona                          | 3-0                 | Bayern München                           | Ter Stegen Alves, Piqué, Mascherano (89' Bartra), Alba Rakitić (82' Xavi), Busquets, Iniesta (87' Rafinha) Messi, Suárez, Neymar      | 46' Alves 66' Piqué 69' Neymar    |
| 6 mei 2015 20:45 Camp Nou Barcelona              | 77' Messi 80' Messi 90+4' Neymar      | 1-0 2-0 3-0         |                                          | Ter Stegen Alves, Piqué, Mascherano (89' Bartra), Alba Rakitić (82' Xavi), Busquets, Iniesta (87' Rafinha) Messi, Suárez, Neymar      | 46' Alves 66' Piqué 69' Neymar    |
| 12 mei 2015 20:45 Allianz Arena München          | Bayern München                        | 3-2                 | FC Barcelona                             | Ter Stegen Alves, Piqué, Mascherano, Alba Rakitić (72' Mathieu), Busquets, Iniesta (75' Xavi) Messi, Suárez (46' Pedro), Neymar       | 64' Rakitić 85' Pedro             |
| 12 mei 2015 20:45 Allianz Arena München          | 7' Benatia 59' Lewandowski 74' Müller | 1-0 1-1 1-2 2-2 3-2 | 15' Neymar 29' Neymar                    | Ter Stegen Alves, Piqué, Mascherano, Alba Rakitić (72' Mathieu), Busquets, Iniesta (75' Xavi) Messi, Suárez (46' Pedro), Neymar       | 64' Rakitić 85' Pedro             |
| Finale                                           |                                       |                     |                                          | |                                   |
| 6 juni 2015 20:45 Olympiastadion Berlijn         | Juventus                              | 1-3                 | FC Barcelona                             | Ter Stegen Alves, Piqué, Mascherano, Alba Rakitić (90+1' Mathieu), Busquets, Iniesta (78' Xavi) Messi, Suárez (90+6' Pedro), Neymar   | 70' Suárez                        |
| 6 juni 2015 20:45 Olympiastadion Berlijn         | 55' Morata                            | 0-1 1-1 1-2 1-3     | 41' Rakitić 68' Suárez 90+7' Neymar      | Ter Stegen Alves, Piqué, Mascherano, Alba Rakitić (90+1' Mathieu), Busquets, Iniesta (78' Xavi) Messi, Suárez (90+6' Pedro), Neymar   | 70' Suárez                        |

### Groepsfase Champions League
| Groep F | Groep F             | Groep F | Groep F | Groep F | Groep F | Groep F | Groep F | Groep F | Groep F |
|         |                     | P       | W       | G       | V       | +       | -       | DS      | Ptn     |
| ------- | ------------------- | ------- | ------- | ------- | ------- | ------- | ------- | ------- | ------- |
| 1.      | FC Barcelona        | 6       | 5       | 0       | 1       | 15      | 5       | +10     | 15      |
| 2.      | Paris Saint-Germain | 6       | 4       | 1       | 1       | 10      | 7       | +3      | 13      |
| 3.      | Ajax                | 6       | 1       | 2       | 3       | 8       | 10      | −2      | 5       |
| 4.      | APOEL Nicosia       | 6       | 0       | 1       | 5       | 1       | 12      | −11     | 1       |

## Statistieken
| Nr. | Naam                  | Primera División | Primera División | Copa del Rey | Copa del Rey | Champions League | Champions League | Totaal | Totaal |
| Nr. | Naam                  | Wed              | Goals            | Wed          | Goals        | Wed              | Goals            | Wed    | Goals  |
| --- | --------------------- | ---------------- | ---------------- | ------------ | ------------ | ---------------- | ---------------- | ------ | ------ |
| 1.  | Marc-André ter Stegen | 0                | 0                | 8            | 0            | 13               | 0                | 21     | 0      |
| 2.  | Martin Montoya        | 8                | 0                | 3            | 0            | 1                | 0                | 12     | 0      |
| 3.  | Gerard Piqué          | 26               | 5                | 6            | 1            | 11               | 1                | 43     | 7      |
| 4.  | Ivan Rakitić          | 31               | 5                | 7            | 1            | 12               | 2                | 50     | 8      |
| 5.  | Sergio Busquets       | 32               | 1                | 4            | 0            | 10               | 0                | 46     | 1      |
| 6.  | Xavi                  | 31               | 2                | 3            | 0            | 10               | 0                | 44     | 2      |
| 7.  | Pedro                 | 34               | 6                | 6            | 5            | 9                | 0                | 49     | 11     |
| 8.  | Andrés Iniesta        | 23               | 0                | 7            | 3            | 11               | 0                | 41     | 3      |
| 9.  | Luis Suárez           | 26               | 16               | 6            | 2            | 10               | 7                | 42     | 25     |
| 10. | Lionel Messi          | 37               | 43               | 6            | 5            | 13               | 10               | 56     | 58     |
| 11. | Neymar                | 32               | 22               | 6            | 7            | 12               | 10               | 50     | 39     |
| 12. | Rafinha               | 23               | 1                | 6            | 1            | 6                | 0                | 35     | 2      |
| 13. | Claudio Bravo         | 36               | 0                | 0            | 0            | 0                | 0                | 36     | 0      |
| 14. | Javier Mascherano     | 27               | 0                | 7            | 0            | 12               | 0                | 46     | 0      |
| 15. | Marc Bartra           | 14               | 1                | 5            | 0            | 6                | 0                | 25     | 1      |
| 16. | Douglas               | 2                | 0                | 3            | 0            | 0                | 0                | 5      | 0      |
| 18. | Jordi Alba            | 26               | 1                | 6            | 1            | 11               | 0                | 43     | 2      |
| 20. | Sergi Roberto         | 12               | 0                | 4            | 2            | 2                | 0                | 18     | 2      |
| 21. | Adriano               | 16               | 0                | 4            | 2            | 7                | 0                | 27     | 2      |
| 22. | Daniel Alves          | 29               | 0                | 5            | 0            | 11               | 0                | 45     | 0      |
| 23. | Thomas Vermaelen      | 1                | 0                | 0            | 0            | 0                | 0                | 1      | 0      |
| 24. | Jérémy Mathieu        | 27               | 2                | 6            | 1            | 7                | 0                | 40     | 3      |
| 25. | Jordi Masip           | 1                | 0                | 1            | 0            | 0                | 0                | 2      | 0      |
| 26. | Sergi Samper          | 0                | 0                | 3            | 0            | 1                | 0                | 4      | 0      |
| 27. | Adama Traoré          | 0                | 0                | 2            | 1            | 0                | 0                | 2      | 1      |
| 29. | Sandro Ramírez        | 7                | 2                | 2            | 1            | 3                | 1                | 12     | 4      |
| 30. | Alen Halilović        | 0                | 0                | 1            | 0            | 0                | 0                | 1      | 0      |
| 31. | Munir El Haddadi      | 10               | 1                | 3            | 0            | 3                | 0                | 16     | 1      |
| 32. | Edgar Ié              | 0                | 0                | 1            | 0            | 0                | 0                | 1      | 0      |
| 35. | Gerard Gumbau         | 0                | 0                | 1            | 0            | 0                | 0                | 1      | 0      |

## Afbeeldingen

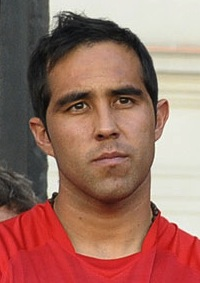
Claudio Bravo (doelman)
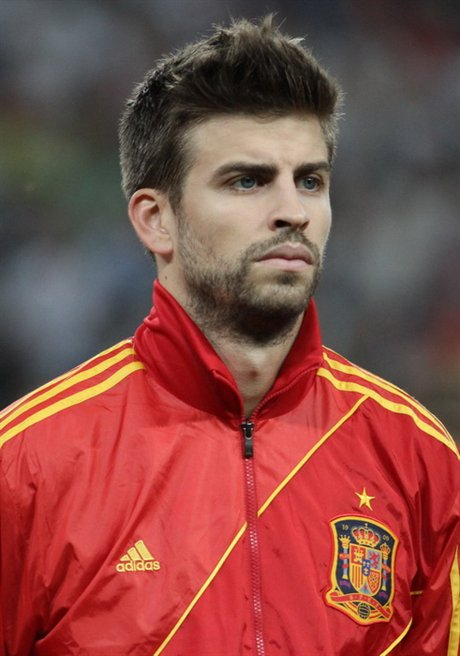
Gerard Piqué (verdediger)
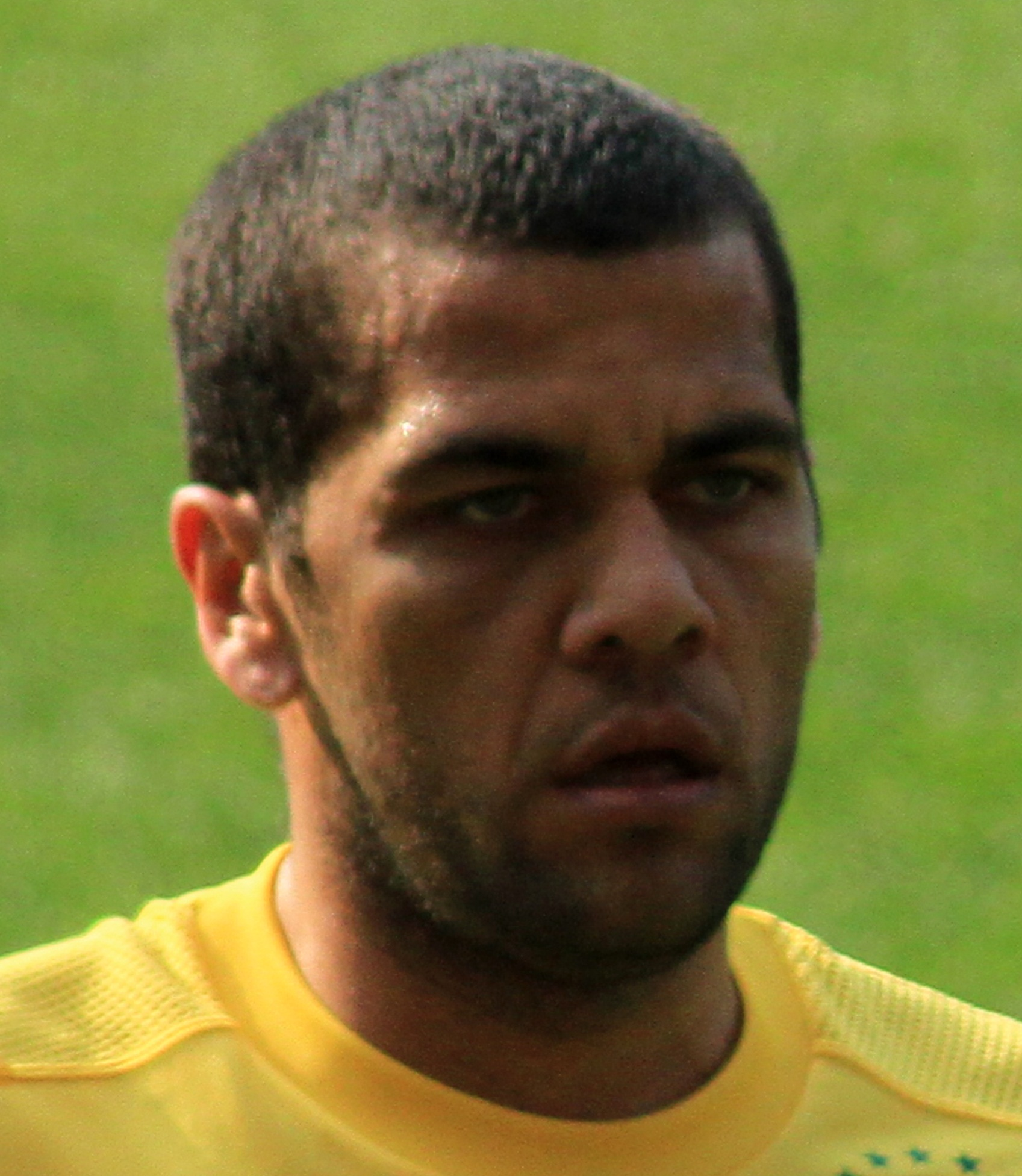
Daniel Alves (verdediger)
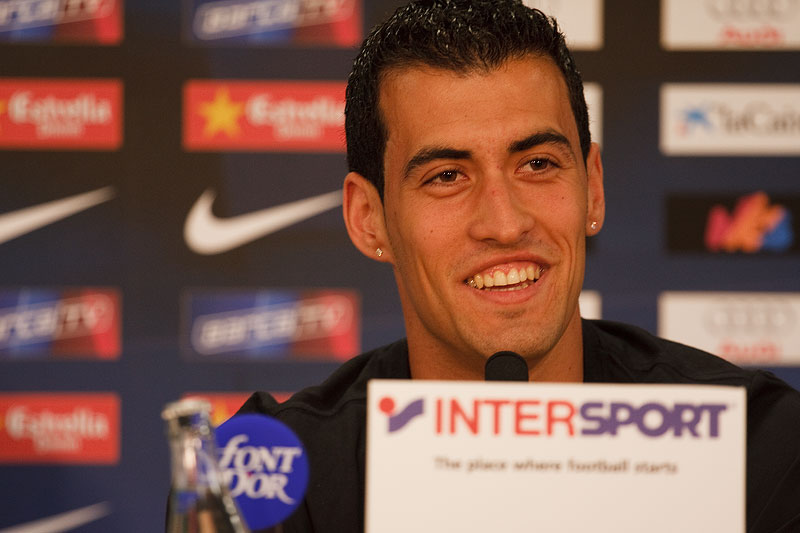
Sergio Busquets (middenvelder)
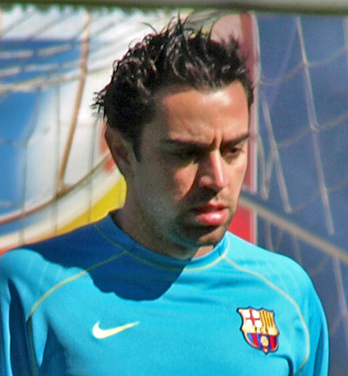
Xavi (middenvelder)
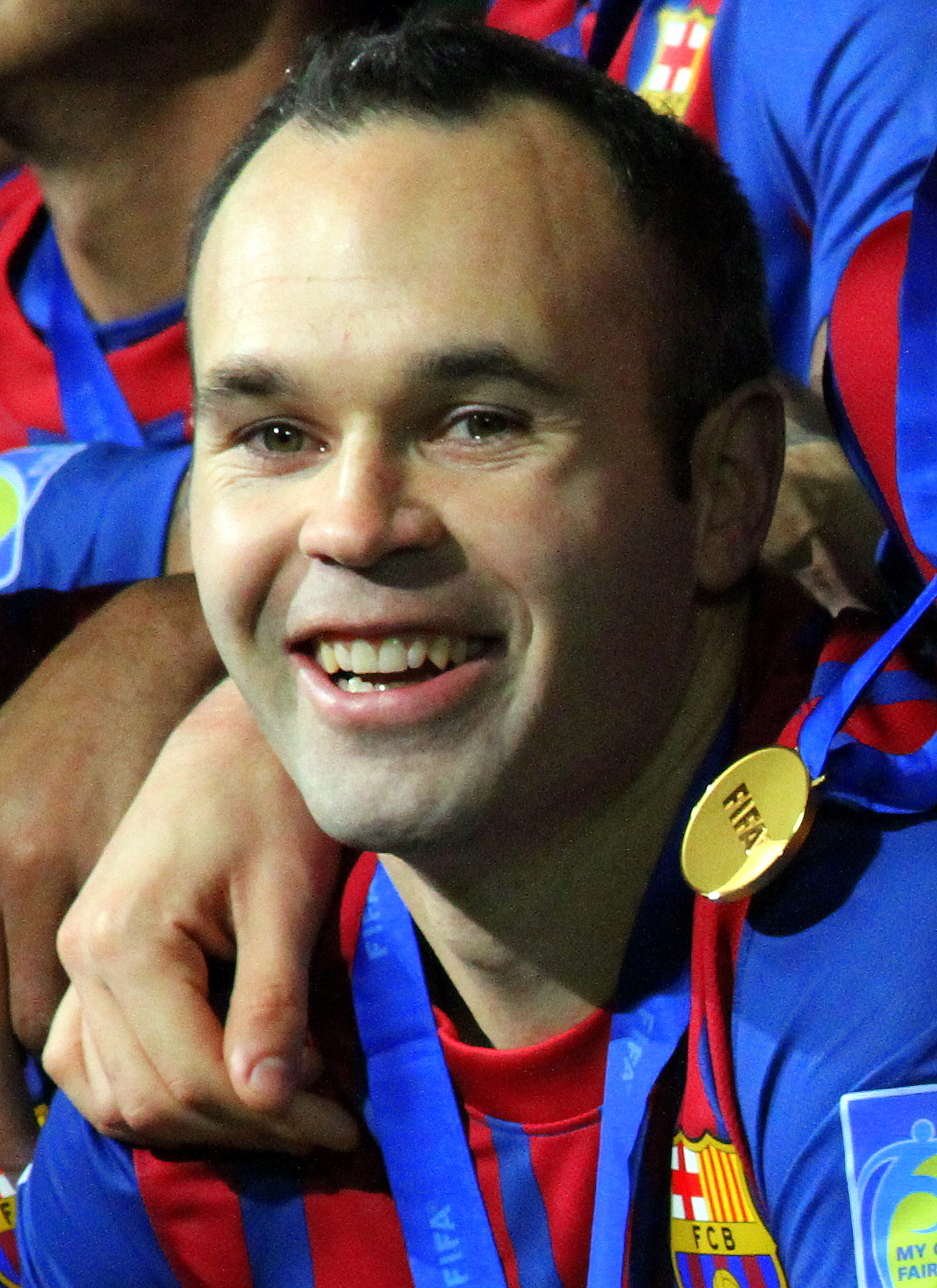
Andrés Iniesta (middenvelder)
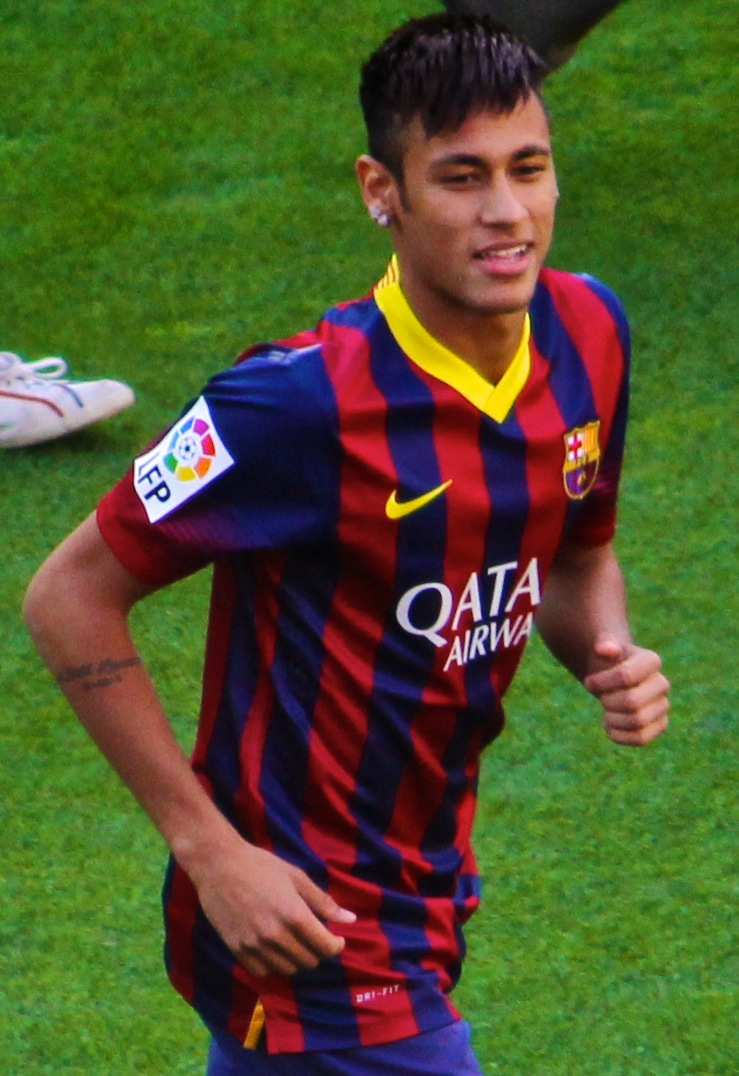
Neymar (aanvaller)
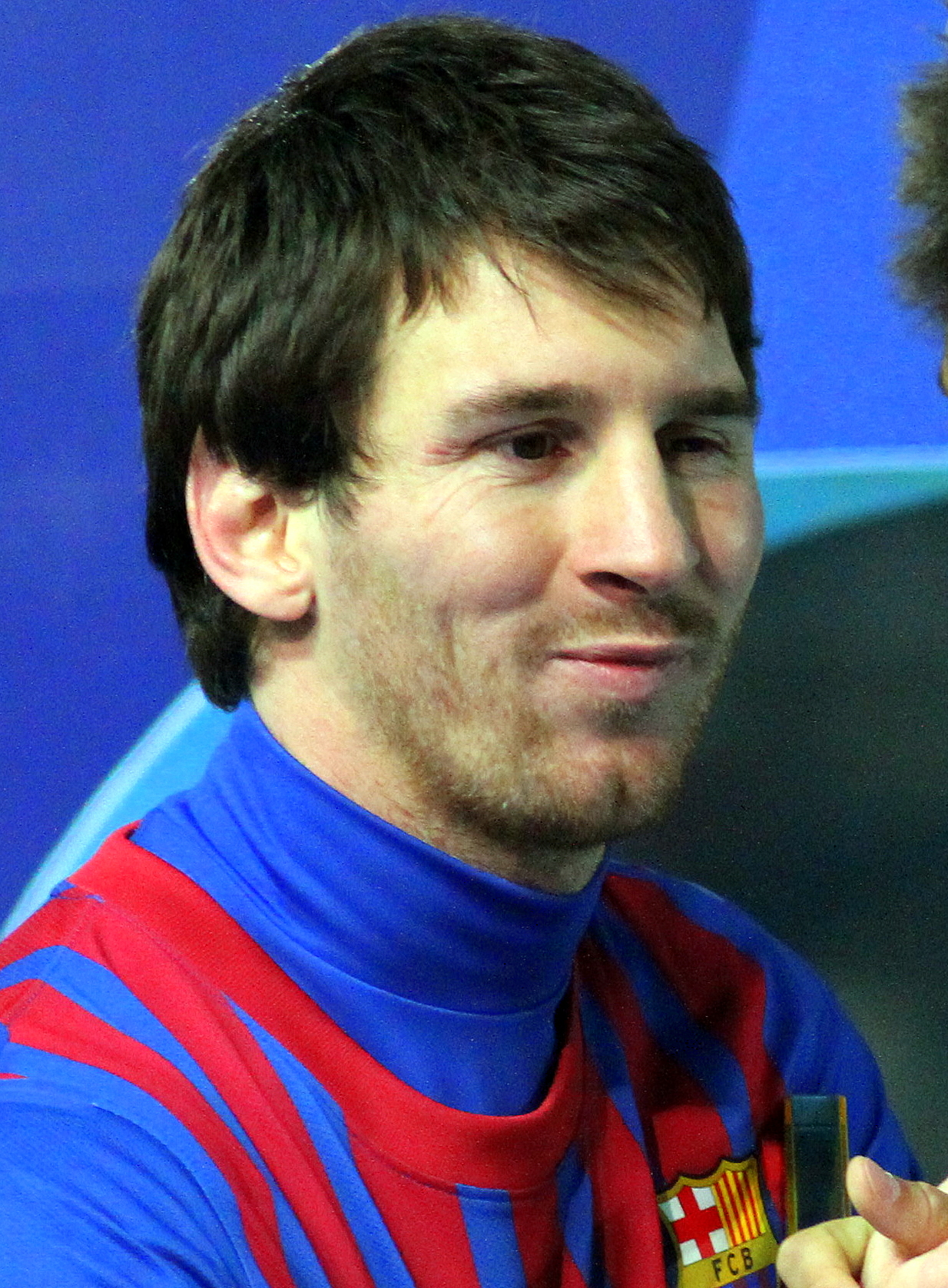
Lionel Messi (aanvaller)

1985/86 · 1986/87 · 1987/88 · 1988/89 · 1989/90 · 1990/91 · 1991/92 · 1992/93 · 1993/94 · 1994/95 · 1995/96 · 1996/97 · 1997/98 · 1998/99 · 1999/00 · 2000/01 · 2001/02 · 2002/03 · 2003/04 · 2004/05 · 2005/06 · 2006/07 · 2007/08 · 2008/09 · 2009/10 · 2010/11 · 2011/12 · 2012/13 · 2013/14 · 2014/15 · 2015/16 · 2016/17 · 2017/18 · 2018/19 · 2019/20 · 2021/22 · 2022/23 · 2023/24 · 2024/25